# Liberato Salzano
Liberato Salzano é um município brasileiro do estado do Rio Grande do Sul. Tem uma área de 245,628 km² e uma população recenseada em 2021 de 5 087 habitantes.  Além do distrito-sede, o município conta com o distrito de Pinhalzinho, situado na margem norte do rio Baitaca.

## História
O povoado de Baitaca foi alçado à categoria de distrito em 12 de outubro de 1949, ficando subordinado ao município de Sarandi. .
Em 1958, o distrito foi renomeado para Liberato Salzano, em homenagem ao político Liberato Salzano Vieira da Cunha, então secretário da Educação do Rio Grande do Sul, morto no ano anterior num acidente aéreo em que também faleceu sua esposa. No ano seguinte, o distrito é transferido de Sarandi para Constantina. 
Liberato Salzano foi elevado à categoria de município pela Lei Estadual n.º 4.736 de 1 de junho de 1964, com território desmembrado dos municípios de Constantina e Nonoai.

## Geografia
É um município que fazia parte da extinta Microrregião de Frederico Westphalen. Localiza-se a uma latitude 27º36'00" sul e a uma longitude 53º04'22" oeste, estando a uma altitude de 360 metros.
Possui uma área de 245,628 km² e sua população estimada em 2010 era de 5.780 habitantes.